# Ernst Braun (Baumeister)
Ernst Braun (* um 1700 in Hannover; † nach 1762) war ein Baumeister des Barocks in Hannover.

## Leben
Braun war wahrscheinlich ein Sohn des Artillerieobersten Ernst Eberhard Braun, der zwischen 1700 und 1722 in Hannover bezeugt ist. Für Ernst Braun ist ab 1738 die Leitung von Baumaßnahmen in Hannover nachweisbar. Er war Militärangehöriger im Ingenieurcorps, seit 1741 im Rang eines Hauptmanns. Von 1742 bis 1751 war er Hannoverscher Stadtbaumeister, ab 1749 auch Festungsbaumeister. Aus der Zeit nach 1762 liegen keine Dokumente mehr über sein Wirken vor.

## Werke
Ernst Braun war überwiegend als Landvermesser und Kartograf tätig. Zu den wichtigsten von ihm entworfenen Bauten zählen:
- Katharinenkirche in Duingen (1735–1739)
- Kreuzkirche in Sehnde (1736–1739)
- Christuskirche in Harpstedt (1742–1747)